# STACKED RUBBISH
『STACKED RUBBISH』（スタックド・ラビッシュ）は、the GazettEの3枚目のオリジナルアルバム。2007年7月4日にキングレコードから発売された。

## 概要
3枚の先行シングルから4曲が収録されたガゼット3枚目のオリジナルアルバム。初めて、戒の原曲が収録されている。初回限定盤と通常盤の２パターンでの発売。初回盤は特殊パッケージ仕様・ブックレット付、CD＋DVD2枚組で、通常盤はCDのみの仕様になっている。
初回盤付属のDVDにはこれまでPVが1曲のみ収録されていたが、今作では2曲収録された。また、従来のシングル、アルバムのタイトル曲にRUKIの曲が採用されてきたのに対し、今作では葵の原曲がタイトル曲として採用された。ジャケットは実在する廃墟を撮影した写真が用いられている。
発売後行われたこのアルバムの世界観を据えたライブツアー「TOUR07-08 STACKED RUBBISH Pulse Wriggling To Black」では、それぞれ「01、02、03、04」と銘打ち、年を跨いでホール会場、スタンディング会場、ファンクラブ限定、ホール会場とそれぞれ回数を分けて展開された。また01と02の間の2007年10月には「1.5」として初のヨーロッパでのライブツアーを行った。ファイナルは「GRAND FINALE REPEATED COUNTLESS ERROR」として、バンド初となる、大阪城ホール及び代々木第一体育館での2daysを持って締めくくられた。

## 収録曲
CD
1. ART DRAWN BY VOMIT
 （作曲：the GazettE）
RUKI原曲。SE。
2. AGONY
（作詞：流鬼.  作曲：the GazettE）
RUKI原曲。タイトルの意味は「苦痛」。ヒップホップテイストを取り入れた楽曲になっている。ターンテーブルのスクラッチも登場し、歌の中でも押韻をしている。
3. HYENA
（作詞：流鬼.  作曲：the GazettE）
RUKI原曲。シングル曲。
4. BURIAL APPLICANT
（作詞：流鬼.  作曲：the GazettE）
葵原曲。『STACKED RUBBISH』のアルバムリード曲。タイトルの意味は「埋葬志願者」。詞は親を憎む子供をテーマにしている。
この詞のテーマを親の観点から捉えたものが、シングル「紅蓮」の歌詞になっている[1]。
5. ガンジスに紅い薔薇
（作詞：流鬼.  作曲：the GazettE）
戒原曲。
6. REGRET
（作詞：流鬼.  作曲：the GazettE）
RUKI原曲。シングル曲。
7. CALM ENVY
（作詞：流鬼.  作曲：the GazettE）
RUKI原曲。タイトルの意味は「静かな嫉妬」。女性コーラスも取りいれられたバラード。
8. SWALLOWTAIL ON THE DEATH VALLEY
（作詞：流鬼.  作曲：the GazettE）
麗原曲。
9. MOB 136 BARS
（作詞：流鬼.  作曲：the GazettE）
麗原曲。歌詞は全英語詞。
10. GENTLE LIE
（作詞：流鬼.  作曲：the GazettE）
葵原曲。
11. FILTH IN THE BEAUTY
（作詞：流鬼.  作曲：the GazettE）
RUKI原曲。シングル曲。
12. CIRCLE OF SWINDLER
（作詞：流鬼.  作曲：the GazettE）
RUKI原曲。今作の中で一番のハイスピードナンバー。
13. 千鶴
（作詞：流鬼.  作曲：the GazettE）
麗原曲。「Hyena」のカップリング曲。
14. PEOPLE ERROR
（作曲：the GazettE）
RUKI原曲。SEであるが、ピアノのみによる旋律である。

DVD 初回限定盤のみ
BURIAL APPLICANT
千鶴（映画[アパートメント]劇場上映ver.）